# Другое состояние разума
«Другое состояние разума» (англ. Another State of Mind) — американский документальный фильм, снятый летом 1982 года и рассказывающий о первом северо-американском туре двух панк-рок групп — Social Distortion и Youth Brigade. В своём туре они встречают другую влиятельную панк-группу Minor Threat, с которой они зависали в офисе лейбла Dischord, принадлежащего их фронтмену Яну Маккею около недели перед окончанием своего злополучного тура.

## Основные роли
- Social Distortion

- Майк Несс (как Майкл Несс) — вокал, гитара
- Деннис Дэннелл — ритм-гитара
- Брент Лайлс (обозначен как Brent Lyle) — бас-гитара
- Дерек О’Брайен — ударные

- Youth Brigade

- Шон Стерн — вокал, гитара
- Адам Стерн — бас-гитара
- Марк Стерн — ударные

- Дорожная команда

- Марк «Манк» Рок — тур-менеджер, механик автобуса
- Майк Бринсон
- Марлон Уитфилд
- Луис Дюфо

## Сегодняшняя судьба героев
- Майк Несс — играет в составе Social Distortion
- Деннис Дэннелл — умер в 2000 году от церебральной аневризмы
- Дерек О’Брайен — играет на ударных в The Generators
- Брент Лайлс — умер в аварии в 2007 году
- Манк — всё ещё живёт в Оранж Каунти, но давно не является менеджером группы
- Братья Стерн — играют в составе Youth Brigade
- Марлон Уитфилд — работает агентом в Управлении по борьбе с наркотиками
- Майк Бринсон — поступил на службу в ВМФ, дальнейшая судьба неизвестна
- Луис Дюфо — умер в 1988 году от передозировки наркотиков
- Марсель (парень в инвалидной коляске из сцены в Монреале)- умер от неизвестной болезни в 1984 году
- Мэнон — отправился в Нью-Йорк и основал группу, сейчас снова живёт в Монреале